# Essises
Essises est une commune française située dans le département de l'Aisne en région Hauts-de-France.

## Géographie

### Localisation
Essises est située au sud de Château-Thierry, dans la région appelée l'Omois, sur les bords du Dolloir.

### Hydrographie
La commune est située dans le bassin Seine-Normandie. Elle est drainée par le ru du Dolloir, le ru du Grand Ru, le ru de la Fontaine, le ru des Ganches et le ru du Fayet,,.
Le ru du Dolloir, d'une longueur de 14 km, prend sa source dans la commune de Viffort et se jette  dans la Marne à Azy-sur-Marne, après avoir traversé cinq communes.

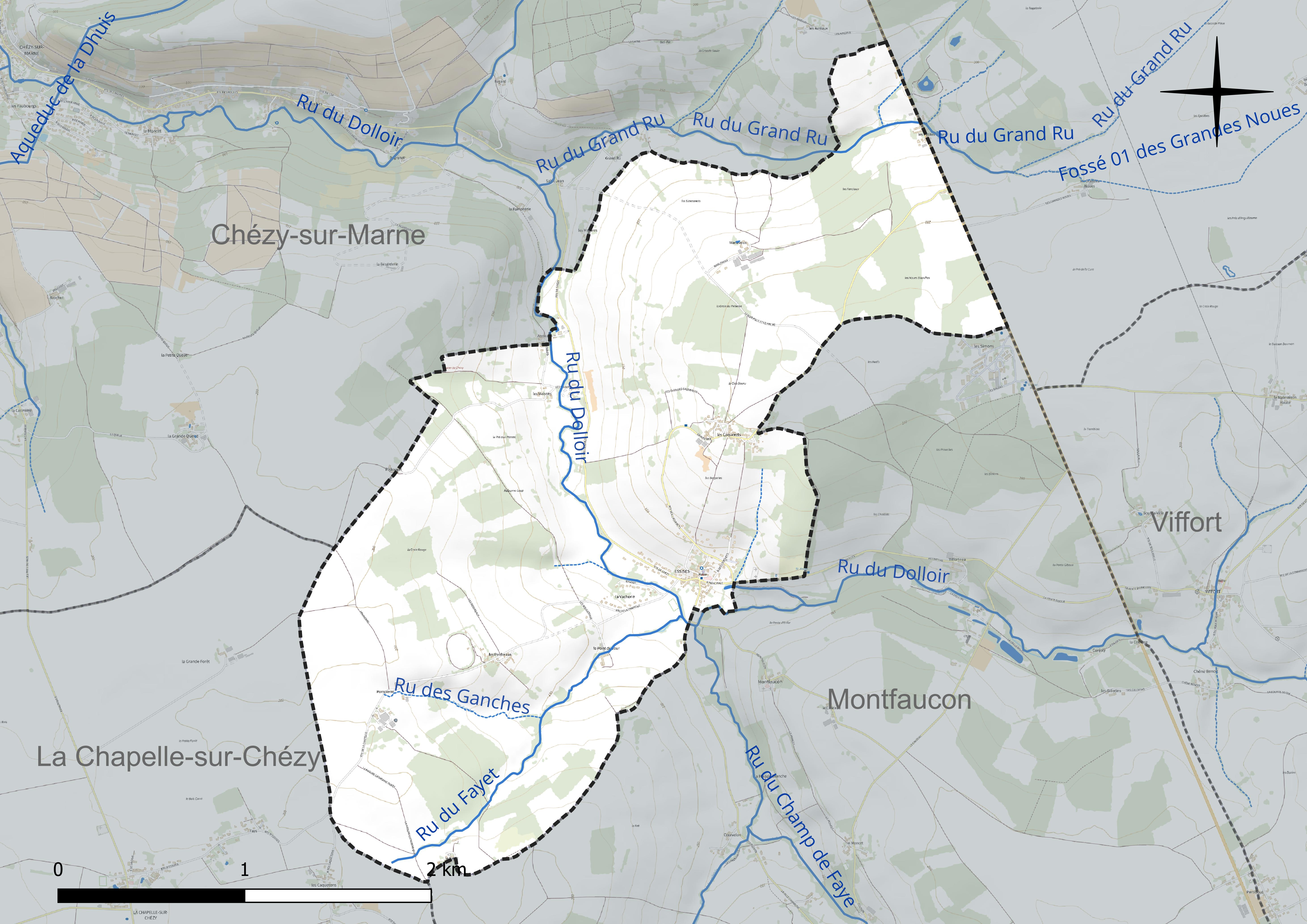
Réseau hydrographique d'Essises.

### Climat
Pour des articles plus généraux, voir Climat des Hauts-de-France et Climat de l'Aisne.
En 2010, le climat de la commune est de type climat océanique dégradé des plaines du Centre et du Nord, selon une étude du CNRS s'appuyant sur une série de données couvrant la période 1971-2000. En 2020, Météo-France publie une typologie des climats de la France métropolitaine dans laquelle la commune est exposée à un climat océanique altéré et est dans la région climatique Nord-est du bassin Parisien, caractérisée par un ensoleillement médiocre, une pluviométrie moyenne régulièrement répartie au cours de l'année et un hiver froid (3 °C).
Pour la période 1971-2000, la température annuelle moyenne est de 10,4 °C, avec une amplitude thermique annuelle de 15 °C. Le cumul annuel moyen de précipitations est de 751 mm, avec 12,1 jours de précipitations en janvier et 8,4 jours en juillet. Pour la période 1991-2020, la température moyenne annuelle observée sur la station météorologique la plus proche, située sur la commune de Blesmes à 9 km à vol d'oiseau, est de 10,6 °C et le cumul annuel moyen de précipitations est de 713,0 mm,. Pour l'avenir, les paramètres climatiques de la commune estimés pour 2050 selon différents scénarios d'émission de gaz à effet de serre sont consultables sur un site dédié publié par Météo-France en novembre 2022.

## Urbanisme

### Typologie
Au 1er janvier 2024, Essises est catégorisée commune rurale à habitat dispersé, selon la nouvelle grille communale de densité à 7 niveaux définie par l'Insee en 2022.
Elle est située hors unité urbaine. Par ailleurs la commune fait partie de l'aire d'attraction de Paris, dont elle est une commune de la couronne,.

### Occupation des sols
L'occupation des sols de la commune, telle qu'elle ressort de la base de données européenne d'occupation biophysique des sols Corine Land Cover (CLC), est marquée par l'importance des territoires agricoles (86,9 % en 2018), une proportion identique à celle de 1990 (86,9 %). La répartition détaillée en 2018 est la suivante : 
terres arables (46,7 %), prairies (36,8 %), forêts (13,1 %), zones agricoles hétérogènes (3,4 %).
L'évolution de l'occupation des sols de la commune et de ses infrastructures peut être observée sur les différentes représentations cartographiques du territoire : la carte de Cassini (XVIIIe siècle), la carte d'état-major (1820-1866) et les cartes ou photos aériennes de l'IGN pour la période actuelle (1950 à aujourd'hui).

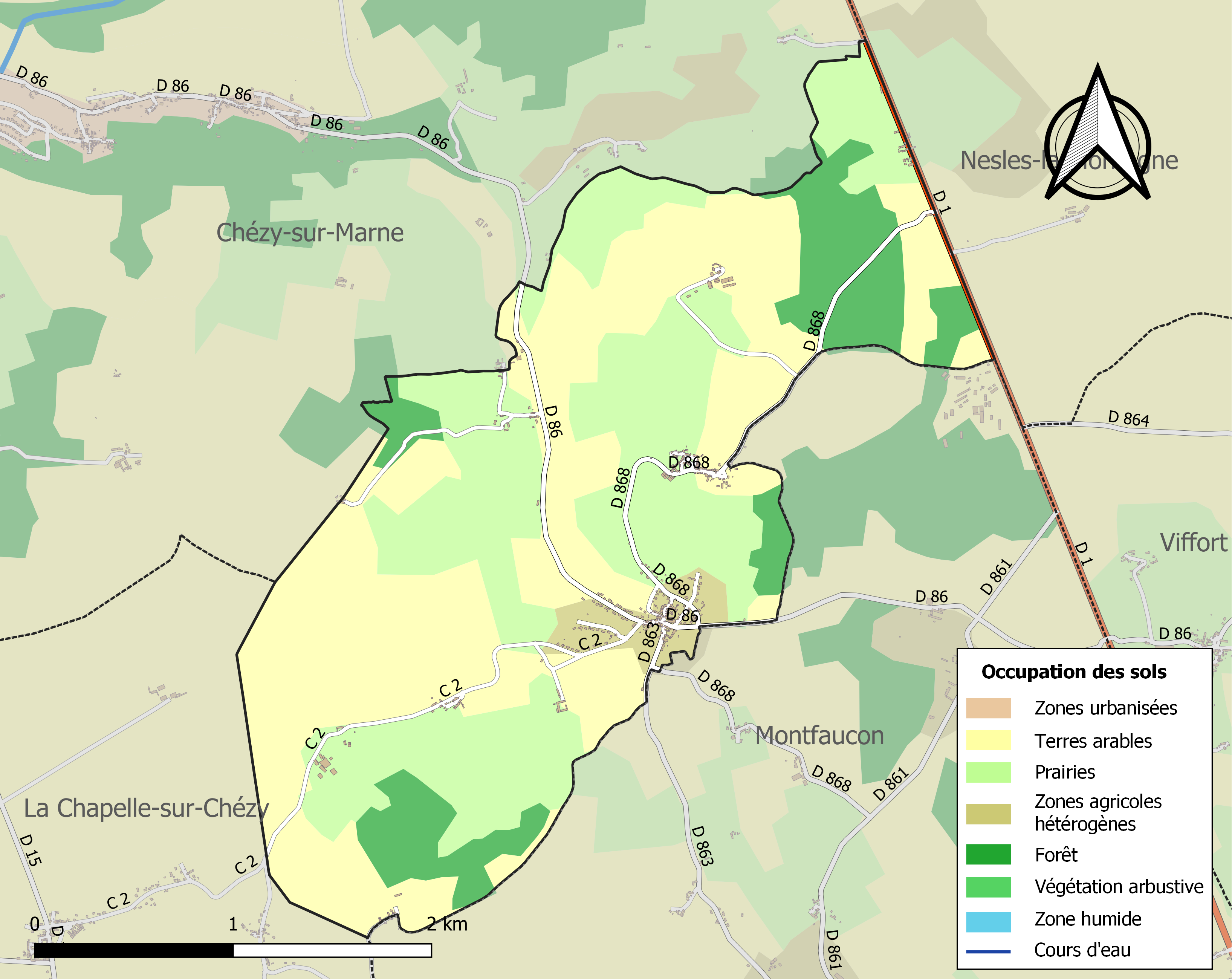
Carte de l'occupation des sols de la commune en 2018 (CLC).

## Toponymie
Le nom de la localité est attesté sous la forme Essise (1620).

## Histoire
Plusieurs personnages importants ont marqué son histoire. Charles VII de France, accompagné de Jeanne d'Arc, traverse le village en 1429, de retour de son sacre à Reims. Un chemin porte d'ailleurs le nom de chemin du Roi.
Dans la forêt voisine, sont venus chasser tour à tour François Ier, Charles IX de France et Henri IV.
Le 12 février 1814, près du hameau des Caquerêts, Napoléon Ier, à la suite de la bataille de Montmirail, bat les Alliés et les refoule sur Château-Thierry.

## Les Chroniques du village
En 1719, sécheresse causant de fréquentes maladies, des flux de sang, des fièvres pourpreuses, petites véroles, et même, une grande mortalité chez les volailles. Cette même année, l'avoine a été brûlée sur pied.
En 1725, le printemps et l'automne furent très pluvieux, le vin fut mauvais. À la fin de l'année, de grandes pluies firent déborder le Dolloir et les ruisseaux pendant trois semaines.
En 1728, il y eut peu de blé et d'avoine, le vin était vert, les fruits mauvais, les vaches donnèrent peu de lait.
En 1731, l'été fut très sec.
En 1736, bénédiction de la grosse cloche refondue au château de Château-Thierry par François Chanez. Elle datait comme les deux petites, de 1534. Elle avait été fêlée par trois enfants qui la tiraient pour sonner l'angélus.
En 1740, hiver rigoureux, été pluvieux, automne très froid, la Marne déborde, de même que toutes les rivières de France et d'Europe.
En 1741, on avait à peine de quoi semer.
En 1788, on constate que le terroir de la paroisse est difficile à cultiver, il durcit et s'amollit avec une égale facilité ; il faut quelquefois quatre ou cinq bêtes de trait par charrue.
En 1789, une supplique a été demandée et adressée à l'administration pour qu'un pont soit construit sur le ru du Dolloir.

## Vins et propriétaires
Il y a un peu plus d'un siècle, le village possédait encore des vignes, les habitants étaient fiers de leur cru, un excellent blanc de champagne. Ces vignes étaient cultivées au clos des Caquerets, La Duy, La Marcaude.
Quelques noms de propriétaires récoltants en l'an 1790 ont été trouvés : André Degret, André Mahu, François Lefranc. 
Malheureusement, en 1870, le phylloxera, détruira toutes les plantations. Il n'en fut plus jamais replanté.

## Seigneurs et notables
- 1549 Tristant de Radinghan seigneur des Orgérieux et de Villeneron Montlevon
- 1557 Jacques de Silly seigneur de Montmirail
- Jean de Gomer seigneur d'Artonges
- 1572 Nicolas de Creil seigneur de Revillon
- Jeanne de Nully  femme du seigneur des Tournelles Chezy
- 1687 Claude des Louviers seigneur vicomte de Savigny
- 1719 Philippe de Montigny écuyer seigneur de la Ville aux Bois
- Nicolas Lesguise écuyer seigneur d'Aigremont
- 1722 Louis de Chavigny écuyer seigneur de Vieux Maisons
- 1658 Augustin Vitart seigneur de Saint Gilles
- 1685 De Montferrand marquis seigneur de Rozoy
- 1695 Angélique Charlotte Vitart de Bellevalle
- Nicolas Vitart seigneur vicomte de Rosoy de la contrie seigneur de la Motte
- 1735 Françoise Geneviève Vitart dame de Rosoy
- Belle-Valle femme de Joachim de Nesles Chevigny de Briquenay
- 1636 René de Vieils Maisons Chevalier
- Antoine de Grimberg vicomte de Nogentel
- 1667 Jean Berard maire royal d'Essises
- 1711 Jean de Bouot de la Rondillière seigneur des Tournelles
- 1717 Claude Genée Officier de Vénerie
- 1771 Messire Philippe Guillaume Jacquier de Vieils Maisons

## Politique et administration

### Rattachements administratifs et électoraux
Rattachements administratifs
La commune se trouve depuis 1942 dans l'arrondissement de Château-Thierry du département de l'Aisne.
Elle faisait partie depuis 1803 du canton de Charly-sur-Marne. Dans le cadre du redécoupage cantonal de 2014 en France, cette circonscription administrative territoriale a disparu, et le canton n'est plus qu'une circonscription électorale.
Rattachements électoraux
Pour les élections départementales, la commune fait partie depuis 2014 du canton d'Essômes-sur-Marne
Pour l'élection des députés, elle fait partie de la cinquième circonscription de l'Aisne  depuis le dernier découpage électoral de 2010 .

### Intercommunalité
La commune d'Essises est membre de la communauté de communes du Canton de Charly-sur-Marne, un établissement public de coopération intercommunale (EPCI) à fiscalité propre créé le 29 décembre 1995 dont le siège est à Charly-sur-Marne. Ce dernier est par ailleurs membre d'autres groupements intercommunaux.

### Liste des maires
| Période                                  | Période                   | Identité         | Étiquette   | Qualité |
| ---------------------------------------- | ------------------------- | ---------------- | ----------- | --- |
| Les données manquantes sont à compléter. |                           |                  |             | |
| juin 1995                                | En cours (au 3 août 2020) | Christian Tréhel | PR puis UDI | Retraité Fonction publique Vice-président de la CC du canton de Charly-sur-Marne (2001 → 2020) Réélu pour le mandat 2020-2026, |

## Démographie
L'évolution du nombre d'habitants est connue à travers les recensements de la population effectués dans la commune depuis 1793. Pour les communes de moins de 10 000 habitants, une enquête de recensement portant sur toute la population est réalisée tous les cinq ans, les populations de référence des années intermédiaires étant quant à elles estimées par interpolation ou extrapolation. Pour la commune, le premier recensement exhaustif entrant dans le cadre du nouveau dispositif a été réalisé en 2004.

En 2022, la commune comptait 412 habitants, en évolution de −2,37 % par rapport à 2016 (Aisne : −1,97 %, France hors Mayotte : +2,11 %).
| 1793 | 1800 | 1806 | 1821 | 1831 | 1836 | 1841 | 1846 | 1851 |
| ---- | ---- | ---- | ---- | ---- | ---- | ---- | ---- | ---- |
| 300  | 316  | 320  | 323  | 369  | 365  | 353  | 347  | 365  |

| 1856 | 1861 | 1866 | 1872 | 1876 | 1881 | 1886 | 1891 | 1896 |
| ---- | ---- | ---- | ---- | ---- | ---- | ---- | ---- | ---- |
| 384  | 316  | 331  | 328  | 346  | 358  | 370  | 350  | 356  |

| 1901 | 1906 | 1911 | 1921 | 1926 | 1931 | 1936 | 1946 | 1954 |
| ---- | ---- | ---- | ---- | ---- | ---- | ---- | ---- | ---- |
| 304  | 339  | 344  | 290  | 271  | 242  | 216  | 213  | 219  |

| 1962 | 1968 | 1975 | 1982 | 1990 | 1999 | 2004 | 2006 | 2009 |
| ---- | ---- | ---- | ---- | ---- | ---- | ---- | ---- | ---- |
| 206  | 203  | 177  | 239  | 325  | 370  | 406  | 420  | 429  |

| 2014 | 2019 | 2022 | - | - | - | - | - | - |
| ---- | ---- | ---- | - | - | - | - | - | - |
| 436  | 411  | 412  | - | - | - | - | - | - |

## Lieux et monuments
- Lavoirs, à Essises et au hameau des Caquerêts[26].

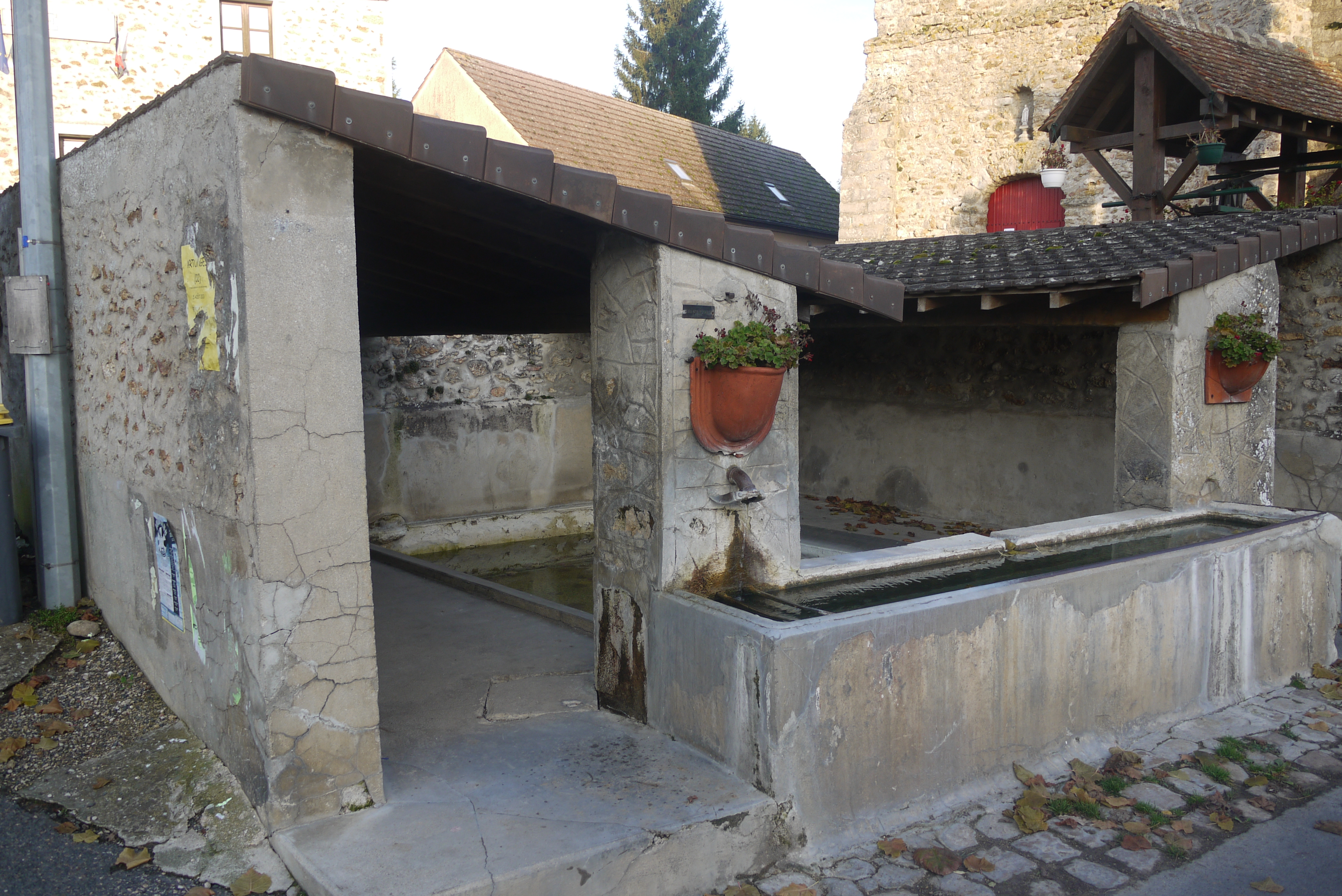
Lavoir public à Essises, devant l'église.

- Église Saint-André d'Essises. L'église est datée du XIIe siècle et a été remaniée au XVIe[27].

## Pour approfondir